# Manuel Elkin Patarroyo
Manuel Elkin Patarroyo Murillo (Ataco, 3 de noviembre de 1946 - Bogotá, 9 de enero de 2025) fue un inmunólogo y patólogo colombiano. Su vacuna contra la malaria, SPf66, desarrollada en 1987, no logró reducir significativamente la enfermedad en diferentes lugares de América Latina y África, lo que resultó en la terminación de su desarrollo posterior.

## Biografía
Nació el 3 de noviembre de 1946 en el municipio de Ataco, en el departamento de Tolima, en Colombia, junto a diez hermanos. Culminó sus estudios de bachillerato en el colegio José Max León de Bogotá. Ingresó a la Facultad de Medicina de la Universidad Nacional de Colombia, donde obtuvo su grado en 1971. Realizó posteriormente una especialización en Inmunología en la Universidad de Yale. También realizó estudios de postdoctorado en el Instituto Karolinska de Estocolmo.

## La vacuna contra la malaria no es eficaz
Entre 1986 y 1988 fue creada la vacuna SPf66 contra la malaria por Manuel Elkin Patarroyo y probada en una colonia de monos de la región amazónica, los Aotus trivirgatus y en un grupo de jóvenes bachilleres voluntarios que prestaban su servicio militar. La Organización Mundial de la Salud (OMS) la cataloga como inactiva después de posteriores evaluaciones clínicas.

### Experimentación con primates y controversia
Un soporte fundamental para las investigaciones han sido los micos Aotus que habitan en gran parte de la cuenca de la Amazonia. La Fundación Instituto de Inmunología de Colombia (Fidic), creada bajo el liderazgo de Patarroyo y un equipo de científicos e investigadores, tiene su estación de primates en la población colombiana de Leticia, donde adelanta sus investigaciones. 
La Corporación para el Desarrollo Sostenible del Sur de la Amazonía (Corpoamazonía) le abrió una investigación para comprobar si eran ciertas las denuncias contra  FIDIC (Fundación Instituto de Inmunología de Colombia) por haber permitido, de forma indirecta, el tráfico de monos. El Ministerio de Ambiente, Vivienda y Desarrollo Territorial de Colombia realizó una investigación motivada por las denuncias de Corpoamazonía, en la que se evidenciaban que dentro de las instalaciones del FIDIC encontraron micos de la especie Aotus nancymaae, los cuales solo habían sido registrados desde los territorios fronterizos de Brasil y Perú y no en territorio colombiano. 
En 2008 el Ministerio cerró las investigaciones por el presunto comercio ilegal de esta especie animal contra la FIDIC.
Sin embargo, en julio de 2012, un juzgado de Cundinamarca ordenó a Patarroyo detener la captura de más animales, decisión que fue ratificada temporalmente por el Consejo de Estado colombiano en noviembre de 2013. 
Las denuncias y acciones judiciales contra Patarroyo y Fidic empezaron en  2012 cuando Ángela Maldonado, una administradora de empresas con maestría y doctorado en conservación de primates, demandó a la (Fidic) y a Patarroyo porque, según ella, estaban usando en sus investigaciones no solo micos Aotus vociferans, sino también Aotus nancymaae que según ella eran traídos, de contrabando, desde Perú y Brasil en la otra orilla del Amazonas.
En 2014, académicos europeos, emitieron un comunicado criticando el uso de micos no autorizados por parte de Fidic y apoyando la decisión del Consejo de Estado de  revocar los permisos que les permitían usar primates en sus experimentos. Frente a estas acciones temerarias, mala prensa y acciones judiciales poco claras, Patarroyo y su equipo entablaron varias acciones para demostrar en los estrados judiciales y administrativos del estado colombiano que no han sido traficantes de micos, que no promueven el maltrato animal y que han realizado todos sus experimentos cumpliendo con la Ley y los parámetros internacionales.
A través de una tutela, en 2015 el propio Consejo de Estado autorizó nuevamente a Patarroyo y a Fidic a usar los primates Aotus vociferans y A. nancymae para sus investigaciones científicas. Según la revista Semana,  "con ponencia de la magistrada Carmen Teresa Ortiz, quedó claro que de acuerdo con numerosos estudios, en especial uno muy extenso que publicó en 2013 el Instituto de Genética de la Universidad Nacional en la Amazonia, los micos Aotus nancymaae viven en Colombia desde hace muchos siglos, precisamente en las mismas zonas en las que el Fidic tiene permiso para capturarlos", lo que desvirtuó las denuncias en contra de Fidic y Patarroyo. Además, el Consejo de Estado determinó que se les habían violado los derechos fundamentales al debido proceso y a la investigación, porque la experimentación con animales continúa hasta el presente.
Una parte de las investigaciones de Fidic y Patarroyo han sido financiadas con recursos de cooperación internacional, trabajos propios en la formación de profesionales y con recursos estatales de Colciencias. Cifras oficiales muestran que Patarroyo y el Fidic han recibido 21.750 millones de pesos durante 25 años de investigación y formación docente. 
Y falleció el 9 de enero del 2025 por un paro cardíaco a los 78 años

## Escándalo por el salario de Manuel Elkin Patarroyo en la Universidad Nacional
Manuel Elkin Patarroyo estuvo en el centro de la controversia el día 13 de abril de 2024 debido a su salario millonario en la Universidad Nacional de Colombia, a pesar de no impartir clases en más de dos décadas. Según denuncias de la revista RAYA, Patarroyo recibía más de 48 millones de pesos (más de 11.000 dólares) mensuales por su supuesta dedicación como maestro de tiempo completo, aunque sus actividades se centran en labores administrativas e investigativas en la Fundación Instituto de Inmunología de Colombia. Esta fundación ha sido acusada de maltrato y tráfico de animales para experimentación, generando preocupación por el bienestar animal y la ética en la investigación científica. La controversia destaca la necesidad de transparencia en la asignación de recursos y la importancia de abordar las prácticas éticas en la investigación.

## Distinciones de Manuel Patarroyo
Los resultados del trabajo adelantado en el Instituto de Inmunología, hoy FIDIC (Fundación Instituto de Inmunología de Colombia), le han significado a Patarroyo y su equipo, diferentes reconocimientos nacionales y extranjeros:
- Premio Príncipe de Viana de la Solidaridad 2011.
- Premio HazTUacción 2010 concedido por Fundación AISGE (España).
- Premio Internacional de Convivencia Ciudad Autónoma de Ceuta en España por su "internacionalización de la ayuda" en 2009.
- Manuel Elkin Patarroyo fue nombrado como doctor honoris causa por la Universidad de Málaga a propuesta de la Facultad de Medicina en junio de 1996.
- El Premio Internacional Latinoamericano en Neumología Fernando D. Gómez, concedido por la Unión Latinoamericana de Sociedades de Fisiología y la Academia Nacional de Medicina del Uruguay (1990).
- El Premio de la Fundación Léon Bernard que otorga la Organización Mundial de la Salud (OMS), en 1995.[12]
- Premio Robert Koch Medaille, 1994.[13]
- La Medalla de Edimburgo.[14]
- Premio Príncipe de Asturias[13] de Investigación Científica y Técnica, 1994. Fue elegido como ganador del premio español Príncipe de Asturias de Investigación Científica y Técnica , por su creación de una vacuna sintética contra la malaria.[15]
- Cuatro veces ha ganado el Premio Nacional de Ciencias Alejandro Ángel Escobar una distinción que otorga la Fundación Alejandro Ángel Escobar desde 1954, y que resalta las más importantes investigaciones en el área de la ciencia (1979, c. 1980, 1984 y 1986).[16]
- El Premio Nacional de Ciencias del Tercer Mundo en ciencias médicas básicas (1990).[13]
- El ACAC al mérito científico, otorgado por la Asociación Colombiana para el Avance de la Ciencia (1989).[17]

### Doctoradohonoris causa
Doctorados honoris causa de varias universidades, incluyendo:
- Universidad Nacional de Colombia,[18] 1988.
- Universidad Metropolitana de Barranquilla, (Colombia) 1989.
- Universidad Complutense de Madrid,[13] 1995.
- Universidad de Costa Rica,[19] 1995.
- Universidad Central de Colombia, 1996.
- Universidad de Cantabria,[20] 1997.
- Universidad Nacional de Atenas,[13] 1998.
- Universidad de Valladolid, 2001.[21]
- Universidad Santo Tomás,[22] 2020.

### Condecoraciones
Por otra parte, Patarroyo ha recibido numerosas condecoraciones: 
- Los siete jóvenes más sobresalientes del mundo (1985).[23]
- Caballero de la Orden de San Carlos por parte de la Presidencia de la República de Colombia (1984).

## Publicaciones
Patarroyo ha realizado publicaciones científicas sobre el trabajo investigativo del Instituto y sus resultados, aparecidas en revistas nacionales y extranjeras. Entre los artículos más importantes figuran los aparecidos en la revista Nature en 1987 y 1988. Además Patarroyo ha participado como ponente en congresos y reuniones nacionales y extranjeras.

### Libros
- Manuel Elkin Patarroyo: un nuevo continente de la ciencia, 1994.
- Patarroyo: Pasión por la vida. Javier-Julio García Miravete. Ediciones del Viento, La Coruña 2005.